# Intel Turbo Boost
Turbo Boost (англ. Turbo Boost, від лат. turbo — вихор, і англ. boost — підвищення) — технологія компанії Intel для автоматичного збільшення тактової частоти процесора вище номінальної, якщо при цьому не перевищуються обмеження потужності, температури і струму у складі розрахункової потужності (TDP). Це призводить до збільшення продуктивності однопотокових і багатопотокових програм. Фактично, це технологія «саморозгону» процесора.
Доступність технології Turbo Boost не залежить від кількості активний ядер, однак залежить від наявності одного або кількох ядер, які працюють на потужності, нижчій розрахункової. Час роботи системи у режимі Turbo Boost залежить від робочого навантаження, умов експлуатації і конструкції платформи.
Технологія Intel Turbo Boost зазвичай включена за замовчуванням в одному з меню BIOS.

## Приклади
Core i5-760. Базова частота процесора: 2,80 ГГц. Базова частота тактового генератора (BCLK) ≃ 133,33 МГц. Turbo Boost позначається як: 1/1/4/4. Перше число позначає, на скільки базових кроків може підвищитися частота 4 ядер процесора при повному навантаженні на них, друге - для трьох ядер, третє - для двох ядер, четверте - для одного активного ядра. З урахуванням температури і енергоспоживання процесор може збільшувати частоту ядер з кроком ≃ 133,33 МГц:
```
З 4 активними ядрами: від 2,8 ГГц ———> 2800 + 1 × 133,33 = 2800 + 133,33 ≃ 2933 МГц
З 3 активними ядрами: від 2,8 ГГц ———> 2800 + 1 × 133,33 = 2800 + 133,33 ≃ 2933 МГц
З 2 активними ядрами: від 2,8 ГГц ———> 2800 + 4 × 133,33 = 2800 + 533,33 = 3333 МГц
З 1 активним ядром: від 2,8 ГГц ———> 2800 + 4 × 133,33 = 2800 + 533,33 = 3333 МГц
```

Core i5-2500. Базова частота процесора: 3,30 ГГц. Базова частота тактового генератора (BCLK) = 100 МГц. Turbo Boost позначається: 1/2/3/4.
```
З 4 активними ядрами: від 3,3 ГГц ———> 3300 + 1 × 100 = 3300 + 100 = 3400 МГц
З 3 активними ядрами: від 3,3 ГГц ———> 3300 + 2 × 100 = 3300 + 200 = 3500 МГц
З 2 активними ядрами: від 3,3 ГГц ———> 3300 + 3 × 100 = 3300 + 300 = 3600 МГц
З 1 активним ядром: від 3,3 ГГц ——–> 3300 + 4 × 100 = 3300 + 400 = 3700 МГц
```

Стосується: Core™ i7 і Core™ i5 (LGA1156, LGA1366, LGA1155, LGA1150)